# Razgorce
Razgorce so naselje v Občini Vojnik.